# Anselme Polycarpe Batbie

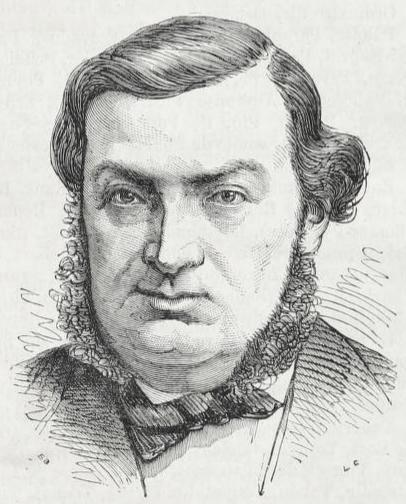
Anselme Polycarpe Batbie

Anselme Polycarpe Batbie (* 31. Mai 1828 in Seissan; † 13. Juni 1887 in Paris) war ein französischer Rechtswissenschaftler, Hochschullehrer und Politiker.

## Leben
Batbie lehrte seit 1852 Rechtswissenschaft an den Universitäten Dijon und Toulouse, ab 1857 in Paris. Am 8. Februar 1871 in die Nationalversammlung gewählt, nahm er seinen Sitz im rechten Zentrum als eines der einflussreichsten Mitglieder der monarchischen Partei. Er gehörte seit 1872 an die Spitze der Gruppe, die Adolphe Thiers zur Übernahme des konservativen Programms oder zum Rücktritt zwingen wollte. Im Kabinett Albert de Broglie (25. Mai bis 26. November 1873) war er Minister für Bildung, Kultus und Kunst. Von 1876 bis zu seinem Tode war er Senator von Gers. Ab 1885 war er zudem Mitglied der Académie des sciences morales et politiques. Er war Ritter der Ehrenlegion.

## Werke
- Précis de droit public et administratif, 1860
- Turgot philosophe, économiste et administrateur, 1861
- La Question des Salaires et des Grèves, 1867
- La Liberté économique dans la législation – les sociétés commerciales et la contrainte par corps, 1868
- Le Crédit agricole et les Institutions financières actuelles, 1870
- Le Budget rectificatif ; économies et nouveaux impôts, 1871
- Traité théorique et pratique de droit public et administratif, 7 Bd., 1861–1868. Neuauflage: 9 Bd., 1885–1894.
- Économie politique, 3 Bd., 1866
- Lois administratives françaises, recueil méthodique, 1876